# Helligdagsreformen af 1770
Helligdagsreformen af 26. oktober 1770 var en reform af dansk-norske helligdage, der stod alene indtil afskaffelsen af store bededag i 2023. Reformen afskaffede en række ældre helligdage og kaldes derfor Helligdagsreduktionen. Det er en udbredt myte, at reformen var udtænkt og udført af Johann Friedrich Struensee: Han havde ikke indflydelse på udarbejdelsen af den.

## Udarbejdelsen af reformen
Det havde længe været et ønske i forskellige statslige organer at reducere antallet af helligdage. Allerede under Christian 6. havde ønsket været fremme uden at udmøntes i konkrete forslag.  I april 1770 begyndte den såkaldte statsbalancekommission, som bl.a. havde Heinrich Carl von Schimmelmann og A.P. Bernstorff som medlemmer, at se på muligheden for at reducere antallet af helligdage.  Statsbalancekommissionen havde til opgave at balancere Danmarks nationalbudget, men spørgsmålet om helligdagen var et gejstligt emne, og sagen blev derfor overbragt til Danske Kancelli, hvor gejstlige sager hørte hjemme. Her behandledes det i Generalkirkeinspektionskollegiet, der bestod af Otto Thott (formand), biskop Ludvig Harboe, hofprædikant Frederik Qvist og etatsråd Erik Johan Jessen. De kunne ikke blive enige og forhandlede derfor særskilt sommeren over om, hvilke helligdage der skulle afskaffes. Det førte til en omfattende korrespondance mellem medlemmerne. Den giver et godt indblik i forhandlingernes forløb. Det blev til sidst Thotts og Harboes forslag, som blev forelagt Christian 7. og underskrevet i oktober 1770.

## Struensees indflydelse
Udarbejdelsen af reformen skete inden Struensee havde den endelige magt, og den eneste indflydelse, han har haft, er at acceptere reformen og få kongen til at underskrive den. Den var altså ikke et produkt af hans regime. Historikeren Edvard Holm udtalte endda, at hvis reformen havde været udarbejdet af Struensee, så havde flere helligdage været fjernet. Men det var allerede i samtiden en udbredt forestilling, at det var Struensee, som stod bag, og denne forestilling blev videreført i senere tiders populærhistoriske litteratur.

## Idébaggrunden for reformen
Historikeren Jens Toftgaard Jensen opstiller tre idéhovedgrupper, der førte til reformen: de religiøse, moralske og økonomiske argumenter. Toftgaard Jensen hævder, at alle argumenterne er et tegn på den sekularisering, som foregik i  1700-tallet bl.a. som følge af oplysningstidens fremmarch.
De religiøse argumenter er tvedelte. 
- Først og fremmest anses reformen som et opgør med katolicismen, idet de helligdage, der blev afskaffet, var levn fra før reformationen. Der henvistes også til den augsburgske bekendelse, som bl.a. fastslår at helligdage er menneskeskabte, og derfor også tilladte for mennesker at ændre.
- Dernæst bevirkede overfloden af helligdage, at folk mistede respekten for dem. Ved at skære ned på de overflødige, var håbet, at folk ville være mere andægtige i forbindelse med den tiloversblevne del. [6]

Det moralske argument var, at en nedskæring af helligdagene var et gode, fordi folket som oftest anvendte helligdagene til druk, hor og spil. Arbejde forebyggede laster og opbyggede en gavnlig mentalitet, ved at det i stedet var tvunget til at arbejde.
De økonomiske argumenter gik på, at det øgede antal arbejdsdage i merkantilistisk ånd ville betyde "øget cirkulation af penge". Det største erhverv i Danmark var landbruget, og bonden havde mest travlt om sommeren og i høsttiden. Ved at afskaffe helligdagene i denne periode ville bonden kunne få mere fra hånden.
Især konkurrence-elementet var vigtigt for tidens merkantilistiske tankegang, og der henvistes til de andre protestantiske lande, hvor f.eks. Hannover, Preussen, Mecklenburg og Hessen-Kassel allerede havde gennemført helligdagsreformer før 1770. Flere andre lande bl.a. Sverige, Polen og de Habsburgske Arvelande fik også helligdagsreformer i 1770'erne.

## Reformen
Forordningens tekst lød:
| Citat                                                                       | Skiønt deres Anordning kan have havt et gudeligt Øiemerke, ere de dog mere blevne anvendte til Lediggang og Laster, end til sand Guds Dyrkelse; hvorfore det er bedre, at de efter andre Protestantiske Landes Exempel blive anvendte til Arbeide og nyttig Gierning. Følgende Festdage skal aldeles ophøre: den 3. Jule-, Paaske- og Pintse-Dag; Hellig 3 Kongers Dag; Marie Renselses Dag; St. Hans Dag; Marie Besøgelses Dag; Mikkels- og Alle-Helgens-Dag; dog skal denne Dags Texter og Bønner for Reformationen forklares og læses neste Søndag efter 1. November. Marie Bebudelses Dag skal henlegges til 5. Søndag i Faste, og dens Evangelium og Text til Aftensang da forklares. Taksigelses-Festen for Ildebrandens Dæmpelse i København den 23. October skal og ophøre, derimod skal neste Søndag derefter Taksigelse skee af Prædikestolene og Bønnen læses. Dette skal begynde fra neste Advents Søndag. Da det formodes, at Søndagen og de vedblivende Fester med desmere Alvorlighed og Andagt helligholdes; hvorover Vedkommende tilbørligen have at holde. De Tavler og Bekkener, som skulde ombæres eller udsettes paa nogen af disse afskaffede Hellig-Dage, skal henlegges til neste Søndag efter. | Citat |
| Forordning af 26. October 1770, Schous Forordninger V. Deel , 1777, s. 115. | |       |

Reformen berørte følgende helligdage:
- 3. juledag – Afskaffet
- 3. påskedag – Afskaffet
- 3. pinsedag – Afskaffet
- Helligtrekongersdag – Afskaffet
- Mariæ renselsesdag (Kyndelmisse) – Afskaffet
- Sankt Hansdag – Afskaffet
- Mariæ bebudelsesdag – Flyttet til 5. søndag i fasten
- Mariæ besøgelsesdag – Afskaffet
- Mikkelsdag – Afskaffet
- Allehelgensdag – Afskaffet, men de relevante tekster oplæses ved gudstjenesten første søndag efter 1. november.
- Taksigelsesdag for afslutningen på Københavns brand 1728 blev flyttet til første søndag efter 23. oktober

## Kritik af reformen
Den samtidige kritik i den almene befolkning er svær at aflæse på grund af mangel på kilder, men der findes enkelte kritiske røster på skrift. Den teologistuderende Christian Thura kritiserede i sit skrift Den patriotiske Sandsiger (1771), at kongen og de gejstlige forfejlede at holde religionen i hævd ved at afskaffe helligdagene. Han mente, at de økonomiske argumenter ikke var holdbare, da den dårlige økonomiske situation i landet netop skulle tilskrives ugudeligheden. På grund af sin kritik af konge og regering i dette og andre skrifter blev Thura af Guldbergstyret dømt til at opholde sig resten af sit liv på fæstningen Munkholmen i Trondheimsfjorden.
Et andet skrift, som udkom anonymt efter Struensees fald i 1772 under titlen Vartovskoners Fryde-Sang i anledning af den 17 Januarii 1772, som var en generel kritik af Struensee og hans politik, anså også Struensee for helligdagsreformens bagmand og ønskede de helligdage tilbage som "vi før har havt".
Præsten Hans Hagerup Krog i Ibbestad Sogn i det nordlige Norge protesterede mod reformen ved at holde gudstjenester på de afskaffede helligdage. Toftgaard Jensen anslår, at der sandsynligvis var flere præster der gjorde det samme, men kan ikke dokumentere det, da de nok har søgt at hemmeligholde deres protester overfor øvrigheden.